# Science News
Science News ("Noticias de la ciencia") es una revista quincenal estadounidense dedicada a publicar artículos cortos sobre nuevos desarrollos científicos y tecnológicos, típicamente  algunos no se han comprobado pero se utilizan a nivel escala recogidos de otras publicaciones científicas de mayor especialización. Fue fundada en 1922. Desde ese año hasta 1966 se llamó Science News-Letter. Es publicada por Science Service. Uno de sus ex editores es Kendrick Frazier.